# San Jorge (Honduras)
San Jorge (en honor a su santo patrón San Jorge) es un municipio del departamento de Ocotepeque en la República de Honduras.

## Toponimia
La localidad fue fundado por un señor de apellido Jorge, procedente de Esquipulas, para lo cual llamaban al sitio "El Rincón de Jorge" una vez otorgada la categoría de municipio, se le cambió en nombre por el que lleva actualmente. También es en honor a San Jorge, santo de la iglesia católica.

## Límites
| Código | Límite                                    |
| ------ | ----------------------------------------- |
| Norte  | Municipio de San Fernando, Ocotepeque     |
| Sur    | Municipio de Fraternidad, Ocotepeque      |
| Sur    | Municipio de Dolores Merendón, Ocotepeque |
| Este   | Municipio de La Encarnación, Ocotepeque   |
|        | Municipio de Fraternidad, Ocotepeque      |
| Oeste  | República de Guatemala                    |

Está situado en la falda de la Cordillera del Merendón, al noroeste del departamento.

## Historia
La primera habitante fue doña Eloina.
En 1887, en el censo de población de 1887 era uno de los Municipios que formaban el Distrito de Sensenti, en el Departamento de Copán.
Durante algún tiempo dejó de ser Municipio, quedando como aldea de La Encarnación.
En 1903, de nuevo le dan categoría de municipio.

## División Política
Aldeas: 7 (2013)
Caseríos: 39 (2013)
| Código | Aldea                          |
| ------ | ------------------------------ |
| 141201 | San Jorge                      |
| 141202 | El Rastrojón o Nueva Esperanza |
| 141203 | El Socorro                     |
| 141204 | Las Lagunas                    |
| 141205 | Los Planes                     |
| 141206 | Río Blanco                     |
| 141207 | Santa Elena                    |